# Bad Säckingen
Bad Säckingen je grad u njemačkoj saveznoj pokrajini Baden-Württemberg. Nalazi se 35 km sjeverno od Basela na rijeci Rajni. 

## Geografija
Bad Säckingen nalazi se na samom jugozapadu Njemačke uz švicarsku granicu na rijeci Rajni. Grad leži na južnim obroncima Schwarzwalda.
Obližnja mjesta:
- Do 15 km: Wallbach, Wehr (Baden), Murg am Hochrhein, Laufenburg (Baden), Stein AG, Rheinfelden (Schweiz), Rheinfelden (Baden), Rickenbach (Hotzenwald)
- Preko 15 km: Waldshut-Tiengen, Schopfheim, Lörrach, Basel, Brugg AG, Aarau AG, Zürich, Schaffhausen SH, St. Blasien, Todtmoos, Freiburg i. Br., Konstanz

## Gradovi partneri
Bad Säckingen ima ugovore o partnerstvu sa sljedećim gradovima:
- Sanary-sur-Mer (Francuska), od 1973.
- Santeramo in Colle (Italija), od 1983.
- Näfels (Švicarska), od 1988.
- Purkersdorf (Austrija), od 1973.
- Nagai (Japan) od 1983.